# Tatouage (film, 1967)
Pour les articles homonymes, voir Tatouage (homonymie).
Pour plus de détails, voir Fiche technique et Distribution.
Tatouage (Tätowierung) est un film dramatique ouest-allemand réalisé par Johannes Schaaf sorti en 1967.

## Synopsis
De jeunes étudiants allemands sont en révolte et entendent protester de façon violente contre l'ordre établi.

## Fiche technique
- Titre : Tatouage
- Titre original : Tätowierung
- Réalisation : Johannes Schaaf
- Scénario : Johannes Schaaf et Günter Herburger
- Producteur : Rob Houwer
- Musique originale : George Gruntz
- Photographie : Petrus R. Schlömp et Wolf Wirth
- Montage : Dagmar Hirtz
- Direction artistique : Götz Heymann
- Costumes : Elke Eschka-Wetterer
- Pays :  Allemagne de l'Ouest
- Langue : allemand
- Genre : drame
- Durée : 86 min.
- Format : couleur (Eastmancolor)
- Son : Mono
- Dates de sortie : 
  - Allemagne de l'Ouest : juin 1967 (Berlinale 1967) ; 14 juillet 1967 (sortie nationale)

## Distribution
- Helga Anders : Gaby
- Christof Wackernagel : Benno
- Rosemarie Fendel : Madame Lohmann
- Tilo von Berlepsch : Frère de Lohmann
- Heinz Meier : Siri
- Heinz Schubert : commissaire-priseur
- Robert Wolfgang Schnell : Simon
- Alexander May : Monsieur Lohmann

## Prix et distinctions
- Sélection en compétition officielle à la Berlinale 1967
- Deutscher Filmpreis 1968 :
  - Meilleur film
  - Meilleure réalisation pour Johannes Schaaf
  - Meilleur acteur dans un second rôle pour Alexander May
  - Nommé pour le prix de la Meilleure actrice dans un second rôle pour Rosemarie Fendel